# Субботовская, Белла Абрамовна
Белла Абрамовна Субботовская (в замужестве Мучник 17 декабря 1937, Москва — 23 сентября 1982, Москва) — советский математик в области теории вычислительной сложности, педагог. Организатор Еврейского народного университета.

## Биография
Воспитывалась матерью, Евой Иосифовной Субботовской (1906—1995); отец Абрам Ильич Бердичевский (1907—1944) умер в госпитале от ран. В 1955 году поступила на мехмат МГУ. Ещё в студенческие годы стала заниматься теорией сложности булевых функций и получила первоклассные результаты, которые были опубликованы в Докладах Академии наук. По окончании университета несколько лет проработала, затем училась в аспирантуре Института прикладной математики АН СССР у О. Б. Лупанова и в 1967 году защитила кандидатскую диссертацию.
По окончании аспирантуры проработала несколько лет в Экспериментальном НИИ металлорежущих станков (ЭНИМС). Затем, продолжая заниматься научной работой, поступила учительницей в среднюю школу, пытаясь внедрить разработанные методики преподавания на практике. Одновременно преподавала в математических кружках, созданных в Москве Николаем Константиновым.
С началом дискриминации евреев при приёме на мехмат МГУ Белла Абрамовна начала помогать школьникам готовиться к экзаменам, составлять апелляции и т. д., но заметных практических результатов эта деятельность не имела. В 1978 году выступила инициатором создания так называемого Еврейского народного университета, неофициальных математических курсов, целью которых было дать студентам технических вузов фундаментальную подготовку на уровне мехмата, которая дала бы им возможность профессионально заниматься математикой. Она привлекла к ведению занятий ряд первоклассных преподавателей мехмата, которые обеспечили высокий уровень преподавания. Университет просуществовал до осени 1982 года, когда Белла Абрамовна погибла — была сбита грузовиком при весьма подозрительных обстоятельствах. За время существования этого университета около 400 человек были его слушателями  и получили прекрасную математическую подготовку. Некоторые из них стали профессиональными математиками высокого уровня.

## Память
В июне 2007 года в Хайфе была проведена научная конференция, посвящённая памяти Беллы Абрамовны Субботовской.